# خورخي إنريكي قدوم
خورخي إنريكي قدوم (بالإسبانية: Jorge Enrique Adoum)‏‏ (29 يونيو 1926 في أمباتو - 3 يوليو 2009 في كيتو) كاتب وشاعر وسياسي ودبلوماسي من الإكوادور.

## السيرة الذاتية
ولد خورخي إنريكي أدوم في أمباتو بالإكوادور عام 1926، كتب ما يقرب من 30 كتابًا و3 روايات. كان خورخي من أصل لبناني.